# Bernhard Ankermann
Bernhard Ankermann (né le 14 février 1859 à Tapiau en province de Prusse et mort le 26 octobre 1943 à Berlin) est un ethnologue allemand et chercheur africain. Il est un représentant du diffusionnisme et de la Kulturkreislehre (de).

## Biographie
Il obtient son doctorat en 1901 à l'Université de Leipzig. Sa thèse porte sur Les instruments de musique africains. Il est, successivement, directeur adjoint au Museum für Völkerkunde de Berlin, puis directeur de son département Afrique. En 1925, il prend sa retraite et Alfred Schachtzabel lui succède.
Ankermann a longtemps été membre du conseil d'administration de la Berliner Gesellschaft für Anthropologie, Ethnologie und Urgeschichte.

## Œuvres
- Les instruments de musique africains (mémoire inaugural pour l'obtention d'un doctorat de la faculté de philosophie de l'Université de Leipzig), Haack, Berlin, 1901 (disponible sur Internet Archive)
- « Cercles culturels et couches culturelles en Afrique », in Journal of Ethnology, volume 37, 1905, p. 54-86.
- Instructions pour l'observation et la collecte ethnologiques, Georg Reimer, Berlin, 1914.
- Propagation et formes de totémisme, Asher, Berlin, 1915.
- « La religion des peuples primitifs », in Manuel d'histoire de la religion, volume 1, JCB Mohr, Tübingen, 1925.
- Erich Schultz-Ewerth et Leonhard Adam (éd.), La loi indigène, volume 1, Afrique de l'Est, Strecker et Schröder, Stuttgart, 1929.